# Fritanga (Bolivia)
La fritanga es un plato de la gastronomía boliviana a base de cerdo condimentado con menta fresca y salsa de ají rojo picante molido. Se sirve con mote, papas peladas y chuño.
Si bien su preparación tradicional se debate entre los departamentos de Chuquisaca y Potosí, hoy en día se cocina igualmente en La Paz, Cochabamba y otras zonas de Bolivia. Es un estofado típicamente criollo, similar al fricasé, que es un guiso con más caldo y se sirve en plato hondo.

## Elaboración
Para su elaboración, se prefieren piezas como la costilla, aunque también se puede usar pierna o lomo. Aunque menos común, también se hace fritanga de cordero, res u otras carnes. Antiguamente se usaba la cabeza de cerdo, como forma de aprovechar esta casquería. Se cocina a fuego lento hasta que la carne queda muy suave.
En Padilla (Chuquisaca), se prepara con papalisa y mote blanco sin pelar, y se sirve junto con una ensalada de cebolla y tomate.